# The Big Swindle
Pour plus de détails, voir Fiche technique et Distribution.
The Big Swindle (범죄의 재구성, Beomjweui jaeguseong) est un film sud-coréen réalisé par Choi Dong-hoon, sorti en 2004.

## Synopsis
Choi Chan-hyuk sort de prison et programme le braquage de la Banque de Corée avec une équipe de six professionnels.

## Fiche technique
- Titre : The Big Swindle
- Titre original : 범죄의 재구성 (Beomjweui jaeguseong)
- Réalisation : Choi Dong-hoon
- Scénario : Choi Dong-hoon
- Musique : Jae-kwon Han
- Photographie : Choi Young-hwan
- Montage : Shin Min-kyeong
- Production : Lee Seok-won
- Société de production : Binext Hitec, CJ Venture Investment, Jeewoo Venture Capital et Sidus
- Pays :  Corée du Sud
- Genre : Action, comédie et film de casse
- Durée : 116 minutes
- Dates de sortie : 
  - Corée du Sud : 16 avril 2004

## Distribution
- Park Shin-yang : Choi Chang-Hyok
- Yum Jung-ah : Seo In-keong
- Baek Yun-shik : M. Kim
- Chun Ho-jin : le capitaine Cha
- Lee Mun-shik : Eol-mae
- Park Won-sang : Swallow
- Kim Sang-ho : Gas
- Kim Yoon-seok : le détective Lee

## Distinctions
Le film a été nommé pour quatre Blue Dragon Film Awards.